# Geislingen an der Steige
Geislingen an der Steige (eller bara Geislingen) är en stad i Landkreis Göppingen i regionen Stuttgart i Regierungsbezirk Stuttgart i förbundslandet Baden-Württemberg i Tyskland. Folkmängden uppgår till cirka 29 000 invånare, på en yta av 76 kvadratkilometer.
Staden ingår i kommunalförbundet Geislingen an der Steige tillsammans med kommunerna Bad Überkingen och Kuchen.